# Ha jezik
Ha jezik (ISO 639-3: haq; giha, ikiha, kiha), nigersko-kongoanski jezik porodice bantu kojim govori 990 000 ljudi (Johnstone and Mandryk 2001) u tanzanijskoj regiji Kigoma u blizini burundijske granice. Leksički mi je najbliži rundi [run] (78%) i hangaza [han] (77%).
Njime govore i pripadnici plemena Jiji, naseljeni u području Ujiji. Zajedno s još pet drugih jezika hangaza [han] (Tanzanija), rundi [run] (Burundi), rwanda [kin] (Ruanda), shubi [suj] (Tanzanija) i vinza [vin] (Tanzanija) čini podskupinu rwanda-rundi (J.60).

## Vanjske poveznice
- Ethnologue (14th)
- Ethnologue (15th)